# 小行星8794
小行星8794（英語：8794）是一颗围绕太阳公转的小行星。1981年3月6日，舒爾特·巴斯在赛丁泉山发现了此天体。
这颗小行星的绝对星等为89.75238等。